# 1990

## Събития
- 14 февруари – 92 души загиват при катастрофата на полет 605 на „Индиан Еърлайнс“ в Бенгалуру, Индия.
- 10 март – Основан е естонският футболен клуб Флора Талин.
- 2 август – Ирак напада Кувейт, което довежда до военен конфликт в Персийския залив 1990 – 1991 г.
- 11 септември – „Боинг 727“ на „Фосет Перу“ изчезва в Атлантическия океан по време на полет от Малта за Перу. Въпреки издирването не са открити следи от полета и хората на борда.
- 12 септември – Договора „Две плюс четири“ е сключен в Москва.
- 18 септември – Лихтенщайн е приета за член на ООН.
- септември – излиза анимационният сериал, посветен на околната среда, „Капитан Планета и планетяните“.
- 3 октомври – ГДР и ФРГ се обединяват в единна Германия.
- 14 октомври – Полет 404 на „Алиталия“ се разбива в горите на Вайах, когато се приближава до летище „Цюрих“ и убива всички 40 пътници и 6 души екипаж на борда.

### Събития в България
- 4 януари – Създадено е Движението за права и свободи, а за председател е избран Ахмед Доган.
- 10 юни – Провеждат се избори за VII велико народно събрание.
- 11 юни – След като стават ясни резултатите от изборите, студенти окупират Софийския университет, а около сградата на бившия Държавен съвет, се оформя първият протестен палатков лагер наречен Град на истината.
- 6 юли – Петър Младенов подава оставка като председател (президент) на Република България.
- 1 август – VII велико народно събрание избира Желю Желев за председател (президент) и ген. Атанас Семерджиев за вицепрезидент.
- 26 август – Подпален е Партийният дом на БСП в центъра на София.
- 15 ноември – VII велико народно събрание променя името на държавата от Народна република България на Република България.

## Родени
- 4 януари 
  - Тони Кроос, германски футболист
  - Зои Вос, американска порнографска актриса
- 8 януари – Джейми Хамптън, американска тенисистка
- 20 януари – Ева Данаилова, българска актриса и режисьорка
- 22 януари – Алис Корне, френска тенисистка
- 26 януари – Радослав Янков, български сноубордист
- 27 януари – Осман Мурадов, български политик и икономист
- 30 януари – Ейса Гонсалес, мексиканска актриса и певица
- 2 февруари – Боян Табаков, български футболист
- 10 февруари 
  - Суйонг, южнокорейска певица
  - Калина Балабанова, български политик
- 22 март – Лилия Стефанова, българска поп и попфолк певица
- 29 март – Джеси Волт, френска порнографска актриса
- 31 март – Банг Йонг Гук, южнокорейски рапър
- 2 април – Евгения Канаева, руска художествена гимнастичка
- 3 април – Георги Симеонов JJ, български поп певец
- 9 април – Кристен Стюарт, американска актриса
- 15 април – Ема Уотсън, английска актриса
- 25 април – Ертен Анисова, български политик и юрист
- 3 май – Александра Каданцу, румънска тенисистка
- 13 май – Елица Василева, българска волейболистка
- 25 май – Бо Далас, американски кечист
- 30 май – Юна (певица), южнокорейска певица
- 7 юни – Луиза Григорова, българска актриса
- 12 юни – Мирослав Кирчев, български гребец
- 13 юни – Арън Тейлър-Джонсън, английски актьор
- 20 юни – Еда Едже, турска актриса
- 27 юни – Кристиян Николов, български шампион
- 3 юли – Алисън Риск, американска тенисистка
- 9 юли 
  - Рафаел да Силва, бразилски футболист
  - Фабио да Силва, бразилски футболист
- 11 юли – Каролине Возняцки, датска тенисистка
- 26 юли – Алиса Атанасова, българска актриса
- 27 юли – Индиана Евънс, австралийска актриса и певица
- 2 август – Виталия Дяченко, руска тенисистка
- 12 август – Марио Балотели, италиански футболист
- 17 август – Иван Шарич, хърватски шахматист
- 25 август – Арас Булут Ийнемли, турски актьор
- 28 август – Боян Къркич, испански футболист
- 29 август – Никол Андерсън, американска актриса
- 23 септември – Чаатай Улусой, турски актьор и модел
- 30 септември – Грейси Глам, американска порнографска актриса
- 1 октомври – Хазал Кая, турска актриса
- 21 октомври – Рики Рубио, испански баскетболист
- 14 ноември – Джесика Джейкъбс, австралийска актриса и певица († 2008 г.)
- 30 ноември – Магнус Карлсен, норвежки шахматист
- 7 декември 
  - Давид Гофен, белгийски тенисист
  - Славена Точева, български политик и икономист
- 11 декември – Теди Александрова, българска попфолк певица
- 14 декември – Константин Трендафилов, български писател и поп певец

## Починали
- Петър Драгоев, български преводач (* 1904 г.)
- Мераб Мамардашвили, грузински философ (* 1930 г.)
- Петър Николов, български фармаколог (* 1894 г.)
- Атанас Ставрев, български футболист и съдия (* 1918 г.)

Януари
- 4 януари – Детко Петров, български писател от бивша Югославия (* 1936 г.)
- 6 януари – Павел Черенков, руски физик, носител на Нобелова награда (* 1904 г.)
- 12 януари – Йон Хансен, датски футболист и треньор (* 1924 г.)
- 16 януари – Томас Хъф, американски писател (* 1938 г.)
- 19 януари – Ошо, индийски духовен учител (* 1931 г.)
- 20 януари – Барбара Стануик, американска актриса (* 1907 г.)
- 22 януари – Хайнц-Йозеф Стамел, германски писател (* 1926 г.)
- 24 януари – Аракен Патушка, бразилски футболист (* 1905 г.)
- 25 януари – Ава Гарднър, американска актриса (* 1922 г.)
- 29 януари – Петър Горянски, български писател и литературен критик (* 1911 г.)

Февруари
- 5 февруари – Цветан Недков, български предприемач (* 1909 г.)
- 13 февруари – Васил Стоилов, български художник (* 1904 г.)
- 16 февруари – Кийт Харинг, американски художник (* 1958 г.)
- 23 февруари – Джеймс Гавин, американски офицер (* 1907 г.)
- 24 февруари – Джони Рей, американски певец (* 1927 г.)
- 27 февруари – Михаил Петрушевски, филолог от СР Македония (* 1911 г.)

Март
- 13 март – Бруно Бетелхайм, психолог (* 1903 г.)
- 20 март – Лев Яшин, съветски футболист (* 1929 г.)

Април
- 3 април – Сара Вон, американска джаз певица (* 1924 г.)
- 6 април – Димче Маленко, писател от СР Македония (* 1919 г.)
- 7 април – Роналд Еванс, американски астронавт (* 1933 г.)
- 14 април – Мартин Кесел, немски писател (* 1901 г.)
- 15 април – Грета Гарбо, шведска актриса (* 1905 г.)
- 17 април – Анджело Скиавио, италиански футболист и треньор (* 1905 г.)
- 23 април – Полет Годар, американска актриса (* 1910 г.)
- 27 април – Владимир Стойчев, български военен и спортен деятел (* 1892 г.)

Май
- 6 май – Ирмтрауд Моргнер, немска писателка (* 1933 г.)
- 11 май – Венедикт Ерофеев, руски писател (* 1938 г.)
- 16 май
  - Сами Дейвис, американски певец (* 1925 г.)
  - Джим Хенсън, американски кукловод (* 1936 г.)
- 29 май – Александър Цветков, български шахматист (* 1914 г.)
- 31 май – Васил Попов, български математик, член-кореспондент на БАН (* 1942 г.)

Юни
- 1 юни – Милош Зяпков, български писател (* 1940 г.)
- 2 юни – Рекс Харисън, английски актьор (* 1908 г.)
- 3 юни – Робърт Нойс, американски предприемач (* 1927 г.)
- 11 юни – Васо Чубрилович, сръбски историк и югославски политик (* 1897 г.)
- 20 юни – Алфред Хейдок, руски писател (* 1892 г.)
- 22 юни – Иля Франк, руски физик, носител на Нобелова награда (* 1908 г.)
- 29 юни – Ървинг Уолъс, американски писател (* 1916 г.)

Юли
- 1 юли – Иван Серов, руски офицер (* 1905 г.)
- 16 юли
  - Валентин Пикул, съветски писател (* 1928 г.)
  - Мигел Муньос, испански футболист (* 1922 г.)
- 17 юли – Едуард Мърфи, американски инженер (* 1918 г.)
- 18 юли – Карл Менингер, американски психиатър (* 1893 г.)
- 22 юли – Мануел Пуиг, аржентински писател (* 1932 г.)
- 29 юли – Бруно Крайски, австрийски политик (* 1911 г.)

Август
- 6 август – Иван Давидков, български писател (* 1926 г.)
- 15 август – Виктор Цой, съветски рок-певец (* 1962 г.)
- 18 август – Бъръс Фредерик Скинър, американски психолог-бихевиорист (* 1904 г.)
- 24 август – Сергей Довлатов, руски писател и журналист (* 1941 г.)
- 27 август – Стиви Рей Вон, американски блус китарист (* 1954 г.)

Септември
- 5 септември – Иван Михайлов, български революционер (* 1896 г.)
- 8 септември – Димитър Мутафчиев, български футболист (* 1903 г.)
- 9 септември – Самюъл Доу, Президент на Либерия (* 1951 г.)
- 16 септември
  - Иван Панев, български политик (* 1933 г.)
  - Семьон Куркоткин, съветски маршал (* 1917 г.)
- 18 септември – Александър Обретенов, български изкуствовед (* 1903 г.)
- 26 септември – Алберто Моравия, италиански писател (* 1907 г.)
- 30 септември – Патрик Уайт, австралийски писател, носител на Нобелова награда (* 1912 г.)

Октомври
- 3 октомври – Север Гансовски, руски писател (* 1918 г.)
- 4 октомври – Питър Тейлър, английски футболист (* 1928 г.)
- 5 октомври – Андрей Грабар, изкуствовед и археолог (* 1896 г.)
- 13 октомври – Ле Дък Тхо, виетнамски политик, носител на Нобелова награда (* 1911 г.)
- 14 октомври – Ленард Бърнстейн, американски композитор (* 1918 г.)
- 16 октомври
  - Джовани Варлиен, италиански футболист и треньор (* 1911 г.)
  - Арт Блейки, американски джаз музикант (* 1919 г.)
- 22 октомври – Луи Алтюсер, френски философ (* 1918 г.)
- 27 октомври – Жак Деми, френски режисьор (* 1931 г.)
- 30 октомври – Алфред Сови, френски социолог (* 1898 г.)

Ноември
- 1 ноември – Георги Георгиев, български писател (* 1930 г.)
- 7 ноември – Лорънс Дърел, британски писател (* 1912 г.)
- 11 ноември – Янис Рицос, гръцки поет (* 1909 г.)
- 14 ноември – Леонид Трауберг, руски сценарист, кинорежисьор, изследовател и педагог (* 1902 г.)
- 17 ноември – Роберт Хофщетер, американски физик, носител на Нобелова награда (* 1915 г.)
- 19 ноември – Йенс Герлах, немски поет и белетрист (* 1926 г.)
- 21 ноември – Георги Цанков, български политик (* 1913 г.)
- 23 ноември – Роалд Дал, уелски писател-хуморист (* 1916 г.)

Декември
- 7 декември – Хорст Бинек, немски писател (* 1930 г.)
- 12 декември
  - Марян Орлон, полски писател (* 1932 г.)
  - Джорджо Геци, италиански футболист (* 1930 г.)
- 14 декември – Фридрих Дюренмат, швейцарски драматург, белетрист, поет (* 1921 г.)
- 20 декември – Руси Христозов, български полити (* 1914 г.)
- 31 декември – Василий Лазарев, съветски космонавт (* 1928 г.)

## Нобелови награди
- Физика – Джеръм Фридман, Хенри Кендъл, Ричард Тейлър
- Химия – Елайъс Кори
- Физиология или медицина – Джоузеф Мъри, Донал Томас
- Литература – Октавио Пас
- Мир – Михаил Горбачов
- Икономика – Хари Марковиц, Мертън Милър, Уилям Форсайт Шарп

## Филдсов медал
Владимир Дринфелд, Воън Джоунс, Шигефуми Мори, Едуард Уитън